# Duguetia eximia
Duguetia eximia är en kirimojaväxtart som beskrevs av Friedrich Ludwig Diels. Duguetia eximia ingår i släktet Duguetia och familjen kirimojaväxter. Inga underarter finns listade i Catalogue of Life.